# Нестеровцы (Тернопольская область)
Нестеровцы (укр. Нестерівці) — село в Озёрнянской сельской общине Тернопольского района Тернопольской области Украины.
До 2020 года входило в Зборовский район.
Код КОАТУУ — 6122686301. Население по переписи 2001 года составляло 404 человека.

## Географическое положение
Село Нестеровцы находится на берегу реки Нестеровка,
ниже по течению на расстоянии в 0,5 км расположено село Кокутковцы.

## История
- 1610 год — дата основания.

## Объекты социальной сферы
- Школа I—II ст.
- Клуб.
- Фельдшерско-акушерский пункт.